# 강유미 (축구 선수)
강유미(康裕美, 1991년 10월 5일~)는 대한민국의 축구 선수이다. WK리그 창녕 WFC에서 공격수로 뛰고 있으며, 재일 한국인 3세로 일본명은 오무라 히로미(일본어: 大村裕美)이다.

## 어린 시절
1991년 10월 5일 일본 도쿄에서 태어나 택시 기사이자 조기 축구회 멤버였던 아버지의 영향으로 자연스레 축구를 시작했고 이후 9살 무렵에는 재일 한국인 아이들로 이루어진 무궁화 주니어 축구단에 들어갔으며 그 뒤 대구스타디움에서 열린 미국과의 2002년 FIFA 월드컵 D조 조별리그 2차전 경기를 보며 축구 선수의 꿈을 키워가기 시작했다.
그 뒤 중학교 때까지 일본에서 축구를 하다가 17세가 되던 해에 재일 한국인 단체의 추천으로 대한민국으로 혼자 건너와 서울동산고등학교에 입학했는데 당시 동산고에는 최인철 현 인도네시아 국가대표팀 수석 코치가 감독으로 재직하고 있었으며 그리고 한 학년 위로는 현재 미국 내셔널 위민스 사커 리그 시애틀 레인에서 뛰고 있는 지소연 등이 있었다.
그 당시 혈혈단신으로 건너와 한국어와 한국 문화 적응에 어려움을 겪으면서 매일밤마다 눈물을 흘리기도 했지만 태극마크를 꿈꾸며 어렵고 힘든 과정들을 잘 버텨냈고 최인철 감독도 훈련 때마다 일본어 사전을 들고 지도하는 등 어렵고 힘든 시기에 있었던 강유미를 각별히 챙겼으며 그 뒤 서울동산고등학교 졸업 후 한양여자대학교에 진학했다.

## 선수 경력
- 2015년 2월 1일 기준

### 구단 경력
| 클럽            | 시즌 | WK리그 | WK리그 | 전국여자축구선수권대회 | 전국여자축구선수권대회 | 전국체육대회 | 전국체육대회 | 통산 | 통산 |
| 클럽            | 시즌 | 출장   | 득점   | 출장                   | 득점                   | 출장         | 득점         | 출장 | 득점 |
| --------------- | ---- | ------ | ------ | ---------------------- | ---------------------- | ------------ | ------------ | ---- | ---- |
| 충남 일화 천마  | 2012 | 20     | 2      | 2                      | 0                      | 1            | 0            | 23   | 2    |
| 인천 레드엔젤스 | 2013 | 23     | 5      | 3                      | 0                      | 1            | 0            | 27   | 5    |
| 인천 레드엔젤스 | 2014 | 22     | 5      | 4                      | 0                      | 3            | 1            | 29   | 6    |
| 화천 KSPO       | 2015 |        |        |                        |                        |              |              |      |      |
| 통산            | 통산 | 65     | 12     | 9                      | 0                      | 5            | 1            | 79   | 13   |

### 국가대표팀 경력
강유미는 2009 AFC U-19 여자 챔피언십 준우승과 2010 FIFA U-20 여자 월드컵 3위를 차지한 20세 이하 팀의 일원이었다. 2015년 4월 5일, 러시아 여자 축구 국가대표팀을 상대로 1-0 승리를 거두며 A 대표팀 데뷔전을 치렀다. 2015년 4월 30일에는 캐나다에서 열리는 2015년 FIFA 여자 월드컵 대표팀 명단에 이름을 올렸다. 2016년 6월 4일, 5-0으로 이긴 미얀마와의 경기에서 A 대표팀 선수로서 첫 골을 넣었다.
- 2010년 FIFA U-20 여자 월드컵 국가대표
- 2015년 FIFA 여자 월드컵 국가대표

## 수상 경력

### 구단

#### 인천 레드엔젤스
- WK리그 우승 ● (2회): 2013, 2014
- 전국체육대회 우승 ● (1회): 2014

### 국가대표팀
- 2010년 FIFA U-20 여자 월드컵 3위 ●
- 2017년 키프로스컵 준우승 ●